# Orla
Orla  (hebrejsko ערלה, dobesedno neobrezanost)  je deseta razprava Seder Zeraim (Red semen),  prvega dela Mišne in Talmuda.
Razprava ima tri poglavja s 35 mišnami in obravnava zakone o rastlinah, drevju in vinski trti, čigar plodov se ne sme jesti prva tri leta njihove rodnosti. Zakon velja vedno in v vseh judovskih skupnostih za vse rastline v judovski  lasti. 
Razprava v nadaljevanju obravnava zakone neta revai, po katerih se sadje četrte letine obravnava kot maaser šeni, se pravi da se ga mora odnesti in pojesti v Jeruzalemu.

## Sklic
1. ↑  Eugen Weber: Talmud, Otokar Keršovani-Rijeka, Reka 1982, str. 49.